# ハロウィン (1978年の映画)
『ハロウィン』（原題：Halloween）は、1978年のアメリカのインディーズ・スラッシャー映画。ジョン・カーペンターが監督・音楽、デブラ・ヒルと共同で脚本を務め、ドナルド・プレザンス、ジェイミー・リー・カーティスが出演する。
30万ドルの製作費で製作され、アメリカ合衆国において4700万ドルを稼ぎ、世界では7000万ドルの興行収入を記録した。これを2014年現在の価値に換算すると2億5000万ドルに相当し、最も稼いだインディペンデント映画となっている。多くの批評家からは、アルフレッド・ヒッチコック監督作の『サイコ』から着想を得たスプラッター映画作品群における最初の作品として認知されている。本作公開後の1980年代から1990年代まで本作を模倣した様々な低予算ホラー映画が製作された。ただしそれら多くの模倣作品と異なり、本作は暴力や残虐なシーンをほとんど描写していない。2006年、「文化的、歴史的、美学的に重要」としてアメリカ議会図書館のアメリカ国立フィルム登録簿に登録された。
一連のハロウィンシリーズを生み出し、時には過去の作品から完全に物語が分岐することもあった。直接の続編は1981年に公開された。2007年にはリメイクが公開され、2009年にはその続編が公開されている。2018年には、過去の続編をすべて白紙にした、オリジナル作品の直接の続編となる第11作『ハロウィン』が公開され、『ハロウィン KILLS』（2021年）、『ハロウィン THE END』の二つの続編が製作されている。

## ストーリー
1963年ハロウィンの夜、イリノイ州の架空の町ハドンフィールドで6歳のマイケル・マイヤーズが10代の姉ジュディスを理由無く肉切り包丁で刺し殺す。事件から半年後、マイケルの担当に任命された精神科医であるサミュエル・ルーミスは、マイケルの中に潜む異常な精神にいち早く気付き、厳重な警備態勢で監視下に置くべきだと主張したが、法廷や病院側はマイケルをただの緊張病と診断し、21歳となる15年後に裁判へ出席させる決定を覆そうとはしなかった。精神病院の病室に入っているマイケル当人は毎日外を見ているだけで無反応な様子しか見せなかったが、ルーミスはそれが周囲を欺く為の「演技」である事を看破していた。
それから15年後となる1978年10月30日、ルーミスと助手の看護師であるマリオン・チェンバースが裁判所での聴聞にマイケルを連れて行くべく精神病院に到着する。ルーミスは以前と変わる事無くマイケルが二度と同精神病院から解放されない事を望んでいたが、マイケルは他の患者達を外に出して囮にし、その隙を突いてルーミス達の乗っていた公用車を奪い、精神病院から逃走。ハドンフィールドへと戻る途上で修理工を殺害する形でまたしても殺人を犯してつなぎ作業衣を奪い、地元に戻ると白く無表情のマスクと包丁を金物屋から盗み出す。
ハロウィンの日、高校生のローリー・ストロードが長年放置されたマイヤーズ宅前で鍵を落とすのを目撃する。同宅はローリーの父親が売却しようとしていたが、そこには戻ってきたマイケルが潜み続けており、学校帰りのローリーは公用車に乗ったマイケルが一日中後をつけている事に気付くが、友人のアニーとリンダは彼女の心配を意に介さない。マイケルがハドンフィールドに戻っている事を確信していたルーミスは、自らもハドンフィールドに来て、町の墓地ではジュディスの墓石が無くなっているのを知る。ルーミスはアニーの父親で保安官のリー・ブラケットに会い、2人でマイケルの家を捜索。その場で、ルーミスはブラケットにマイケルは完全に悪であると告げ、ブラケットは危機感を共有しないが、町中を警戒しに行く。一方、ルーミスはマイケルの家で彼の帰宅を待ち伏せる。
その夜、ローリーはトミーの子守をし、アニーは道をはさんでリンジーの子守をする。マイケルはローリーらを尾行し、アニーを覗き見して、リンジー一家の飼い犬を絞殺。トミーが窓越しにマイケルを目撃してブギーマンだと思い込むが、ローリーは信じてくれない。その後、アニーは、恋人のポールを迎えに行けるように、リンジーをドイルの家に連れて行きその晩泊まらせる。アニーが車に乗り込むと、マイケルが後部座席から現れ、彼女の首を絞めて喉を包丁で切って殺害。その後、間もなくリンダとその恋人のボブがリンジーの家に来るが、人気は無い事でセックスした後、ボブはビールを取りに階段を降り、そこでマイケルに出くわし包丁で壁に突き刺される。するとマイケルは幽霊の衣装をまとってボブに扮しリンダに向き合うが、本気にしないリンダは機嫌を損ねてローリーに電話をかけ、アニーのその後を尋ねる。マイケルは電話コードでリンダを絞め殺し、その音を聞いているローリーはふざけていると勘違いしてしまう。
一方、ルーミスはマイケルに奪われた公用車を発見し、急いで周辺の捜索を開始。電話を不思議に思ったローリーは通り向かいのリンジーの家に出かけ、友人らの死体とともにジュディスの墓石を2階の寝室で見つける。彼女が恐怖のうちに廊下へと駆け出すと、暗がりからマイケルが不意に現れて腕を切りつけられ、手すりを越えて階下へと落ちる。怪我を負いながらもローリーはかろうじて逃げ切り、トミーの家に走って戻るが、階段を落ちたときに玄関の鍵をなくしている。トミーが中に迎い入れると、ローリーはトミーとリンジーに隠れるように言いつけるが、電話線が切られてしまい、マイケルは窓から忍び込み再びローリーを襲った所、逆に彼女は編み棒で首を刺して動けなくさせる。マイケルが死んだと思ったローリーはふらふらながら2階のトミーらの安否を確認しに行くが、マイケルが生きている事に衝撃を受け、トミーらには浴室に隠れるように言い、自分は寝室の押入れに隠れる。すぐにマイケルに見つかり襲われたが、ハンガーでマイケルの目を突き刺し、マイケルが落とした包丁で胸を突き刺し、倒れさせる。
ローリーはトミーらに隣の家に飛び込んで警察を呼ぶ様に言い渡すも、彼等がいなくなると何とマイケルは何事も無かった様に再度起き上がって、警戒心を解いているローリーにゆっくりと近寄る。ルーミスはトミーらが家から逃げ出してきたところを目撃し、その家へ捜索に向かうと、マイケルとローリーが2階で争っていることに気付く。ローリーが揉み合ってマイケルのマスクを取り、マイケルが付け直そうとした瞬間、回転式拳銃を持って駆け付けたルーミスが、マイケルに6発全弾撃ち込み、マイケルはバルコニーから地上に落ちる。
ローリーはルーミスにマイケルがブギーマンなのか問うと、ルーミスはそうかもなと答える。そしてルーミスがバルコニーに歩み寄り地面を見下ろすと、何とマイケルの姿は何処にも無かった。驚きもせずルーミスが夜陰を見やると、その後ろでローリーは泣き始め、マイケルがこれまで現れた場所が次々と映されると同時にマイケルの息遣いが聞こえ、彼は何処にでも現れる可能性がある事を示唆する。

## キャスト
| 役名                          | 俳優                                      | 日本語吹替                         |
| 役名                          | 俳優                                      | TBS版                              |
| ----------------------------- | ----------------------------------------- | ---------------------------------- |
| サミュエル・ルーミス医師      | ドナルド・プレザンス                      | 石田太郎                           |
| ローリー・ストロード          | ジェイミー・リー・カーティス              | 藤田淑子                           |
| アニー・ブラケット            | ナンシー・ルーミス                        | 弥永和子                           |
| リー・ブラケット保安官        | チャールズ・サイファーズ                  | 細井重之                           |
| リンダ                        | P・J・ソールズ                            | 小谷野美智子                       |
| トミー・ドイル                | ブライアン・アンドリュース                | 池田真                             |
| リンジー・ウォレス            | カイル・リチャーズ                        | 土方結香                           |
| モーガン・ストロード          | ピーター・グリフィス                      | 増岡弘                             |
| 墓地管理人                    | アーサー・マレット                        | 増岡弘                             |
| ジュディスの恋人              | デビッド・カイル                          | 鈴置洋孝                           |
| テレンス・ウィン医師          | ロバート・ファレン                        | 桑原たけし                         |
| ピーター・ マイヤーズ         | ジョージ・オハンロン・Jr (ノンクレジット) | 上田敏也                           |
| ボブ・シムズ                  | ジョン・マイケル・グレアム                | 田中秀幸                           |
| マリオン・チェンバース        | ナンシー・スティーヴンス                  |                                    |
| ロニー・イーラム              | ブレント・ル・ページ                      |                                    |
| ジュディス・マイヤーズ        | サンディ・ジョンソン                      |                                    |
| マイケル・マイヤーズ (幼少期) | ウィル・サンディン                        |                                    |
| マイケル・マイヤーズ(23歳)    | トニー・モラン                            |                                    |
| マイケル・マイヤーズ          | ニック・キャッスル                        |                                    |
| 不明 その他                   |                                           | 長島亮子 青木めい子                |
|                               |                                           |                                    |
| 演出                          | 演出                                      | 田島荘三                           |
| 翻訳                          | 翻訳                                      | 磯村愛子                           |
| 効果                          | 効果                                      | スリーサウンド                     |
| 調整                          | 調整                                      | 近藤勝之                           |
| 制作                          | 制作                                      | コスモプロモーション               |
| 解説                          | 解説                                      | 荻昌弘                             |
| 初回放送                      | 初回放送                                  | 1981年5月11日 『月曜ロードショー』 |

※日本語吹替はエクステンデッド版DVD、BDに収録

## スタッフ
- 監督・音楽：ジョン・カーペンター
- 脚本：ジョン・カーペンター、デブラ・ヒル
- 製作：アーウィン・ヤブランス
- 撮影監督：ディーン・カンディ
- プロダクションデザイナー：トミー・リー・ウォレス
- 編集：チャールズ・バーンスタイン、トミー・リー・ウォレス

## 評価
レビュー・アグリゲーターのRotten Tomatoesでは80件のレビューで支持率は96%、平均点は8.60/10となった。Metacriticでは21件のレビューを基に加重平均値が87/100となった。

## 影響
本作はアルフレッド・ヒッチコック監督作の『サイコ』に強い影響を受けているが、冒頭の数分の長回しはオーソン・ウェルズの『黒い罠』へのオマージュである。その他にも思春期の内気なヒロインの恋愛やセックスへの憧れと憎悪を匂わすキャラや芝居、殺人鬼が使う包丁に男性器のメタファーを、殺人鬼であり幻想的な怪物であるマイケルが少女を襲う事にもセックスのメタファーを入れている前衛的な演出などから、スペインのルイス・ブニュエル作品の影響もあるとみられている。